# Persone di nome Pieter
| Questa pagina contiene informazioni ricavate automaticamente dalle voci biografiche con l'ausilio del template Bio e di un bot. L'aggiornamento è periodico e automatico e ricostruisce completamente la pagina. Se manca una persona in questa lista, sei pregato di non aggiungerla, ma accertati piuttosto che la sua voce biografica contenga il template Bio e che i dati anagrafici siano correttamente compilati. Se il template Bio manca, inseriscilo tu stesso o, in alternativa, metti l'avviso {{tmp\|Bio}} che ne segnala la mancanza. Se i dati riportati sono sbagliati, correggi direttamente la voce biografica; le modifiche saranno visibili in questa lista entro pochi giorni. Per chiarimenti vedi il progetto antroponimi. La lista contiene solo le 167 persone che sono citate nell'enciclopedia e per le quali è stato implementato correttamente il template Bio. Pagina aggiornata al 16 ott 2024. |

Questa è una lista di persone presenti nell'enciclopedia che hanno il prenome Pieter, suddivise per attività principale.

## Allenatori di calcio(1)
- Pieter Huistra, allenatore di calcio e calciatore olandese (Frisia, n. 1967)

## Ammiragli(2)
- Pieter Both, ammiraglio olandese (Amersfoort, n. 1568 - Mauritius, † 1615)
- Pieter Hendrik Reynst, ammiraglio olandese (Amsterdam, n. 1723 - Arnhem, † 1791)

## Arbitri di calcio(1)
- Pieter Vink, ex arbitro di calcio olandese (Noordwijkerhout, n. 1967)

## Architetti(4)
- Piet Blom, architetto olandese (Amsterdam, n. 1934 - Danimarca, † 1999)
- Pieter Huyssens, architetto e gesuita fiammingo (Bruges, n. 1577 - Bruges, † 1637)
- Piet Kramer, architetto olandese (Amsterdam, n. 1881 - Amsterdam, † 1961)
- Pieter Post, architetto e pittore olandese (Haarlem, n. 1608 - L'Aia, † 1669)

## Artisti(1)
- Pieter van Aelst, artista fiammingo (Bruxelles, † 1536)

## Astronomi(3)
- Pieter Oosterhoff, astronomo olandese (n. 1904 - † 1978)
- Tim de Zeeuw, astronomo olandese (Sleen, n. 1956)
- Pieter van Oers, astronomo olandese

## Botanici(2)
- Pieter Harting, botanico, naturalista e idrologo olandese (Rotterdam, n. 1812 - Amersfoort, † 1885)
- Pieter Willem Korthals, botanico olandese (Amsterdam, n. 1807 - Haarlem, † 1892)

## Calciatori(11)
- Pieter Bos, ex calciatore olandese (Buitenpost, n. 1997)
- Piet Bouman, calciatore olandese (Dordrecht, n. 1892 - Tytsjerksteradiel, † 1980)
- Pieter Collen, ex calciatore belga (Gand, n. 1980)
- Pieter Gerkens, calciatore belga (Bilzen, n. 1995)
- Pieter de Groot, calciatore olandese (Schiedam, n. 1940 - † 1985)
- Piet Kraak, calciatore olandese (Velsen, n. 1928 - Copenaghen, † 1984)
- Piet Ouderland, calciatore, allenatore di calcio e cestista olandese (Amsterdam, n. 1933 - Amsterdam, † 2017)
- Piet Punt, calciatore olandese (n. 1909 - † 1973)
- Piet Schrijvers, calciatore e allenatore di calcio olandese (Jutphaas, n. 1946 - Ermelo, † 2022)
- Pieter Van den Bosch, calciatore belga (Boom, n. 1927 - † 2009)
- Piet Wildschut, ex calciatore olandese (Leeuwarden, n. 1957)

## Canoisti(1)
- Piet Wijdekop, canoista olandese (Amsterdam, n. 1912 - Heemskerk, † 1982)

## Cartografi(1)
- Pieter van den Keere, cartografo, incisore e editore olandese (Gand, n. 1571 - Gand, † 1646)

## Cestisti(1)
- Pieter van Tuyll, ex cestista olandese (Leida, n. 1948)

## Ciclisti su strada(5)
- Pieter Ghyllebert, ex ciclista su strada e ex ciclocrossista belga (Ostenda, n. 1982)
- Pieter Jacobs, ex ciclista su strada belga (Brasschaat, n. 1986)
- Pieter Nassen, ex ciclista su strada belga (Riemst, n. 1944)
- Pieter Serry, ciclista su strada belga (Aalter, n. 1988)
- Pieter Weening, ex ciclista su strada olandese (Harkema, n. 1981)

## Compositori(2)
- Pieter Bourke, compositore e percussionista australiano
- Pieter Bustijn, compositore e organista olandese (Middelburg - Middelburg, † 1729)

## Compositori di scacchi(1)
- Pieter ten Cate, compositore di scacchi olandese (Leeuwarden, n. 1902 - Rotterdam, † 1996)

## Criminali(1)
- Pieter Menten, criminale di guerra e imprenditore olandese (Rotterdam, n. 1899 - Loosdrecht, † 1987)

## Dirigenti sportivi(1)
- Pieter Vanspeybrouck, dirigente sportivo e ex ciclista su strada belga (Tielt, n. 1987)

## Drammaturghi(1)
- Pieter Langendijk, drammaturgo, poeta e pittore olandese (Haarlem, n. 1683 - Haarlem, † 1756)

## Editori(1)
- Pieter van der Aa, editore olandese (Leida, n. 1659 - Leida, † 1733)

## Filologi(2)
- Pieter Burman il Giovane, filologo classico olandese (Amsterdam, n. 1713 - Santhorst, † 1778)
- Pieter Burman il Vecchio, filologo classico olandese (Utrecht, n. 1668 - Leida, † 1741)

## Fisici(3)
- Pieter Boddaert, fisico e naturalista olandese (Middelburg, n. 1730 - Utrecht, † 1795)
- Pieter van Musschenbroek, fisico olandese (Leida, n. 1692 - Leida, † 1761)
- Pieter Zeeman, fisico olandese (Zonnemaire, n. 1865 - Amsterdam, † 1943)

## Generali(1)
- Piet Retief, generale e politico sudafricano (Wellington, n. 1780 - kwaMatiwane, † 1838)

## Giuristi(2)
- Pieter Peck, giurista olandese (Zierikzee, n. 1529 - Malines, † 1589)
- Pieter van Vollenhoven, giurista olandese (Schiedam, n. 1939)

## Hockeisti su prato(2)
- Piet Bromberg, hockeista su prato olandese (L'Aia, n. 1917 - Wassenaar, † 2001)
- Piet Gunning, hockeista su prato olandese (Hoogkerk, n. 1913 - Bloemendaal, † 1967)

## Incisori(4)
- Pieter Holsteijn II, incisore, pittore e disegnatore olandese (Haarlem - Haarlem, † 1673)
- Pieter de Jode il Giovane, incisore, editore e mercante d'arte fiammingo (Anversa, n. 1606 - † 1674)
- Pieter de Jode il Vecchio, incisore, editore e pittore fiammingo (Anversa, n. 1570 - Anversa, † 1634)
- Pieter Nolpe, incisore, illustratore e mercante olandese (Amsterdam - Amsterdam)

## Latinisti(1)
- Pieter Helbert Damsté, latinista e poeta olandese (Wilsum, n. 1860 - Utrecht, † 1943)

## Mecenati(1)
- Pieter van Ruijven, mecenate olandese (Delft, n. 1624 - Delft, † 1674)

## Medici(1)
- Pieter Bleeker, medico e ittiologo olandese (Zaandam, n. 1819 - L'Aia, † 1878)

## Mercanti(2)
- Pieter de Marees, mercante, esploratore e scrittore olandese (Paesi Bassi - Paesi Bassi)
- Pieter Teyler van der Hulst, mercante, banchiere e mecenate olandese (Haarlem, n. 1702 - Haarlem, † 1778)

## Missionari(1)
- Pieter van Gent, missionario belga (Geraardsbergen, n. 1486 - Città del Messico, † 1572)

## Navigatori(1)
- Pieter Nuyts, navigatore olandese

## Numismatici(1)
- Pieter Otto van der Chijs, numismatico olandese (Delft, n. 1802 - Leida, † 1867)

## Nuotatori(5)
- Pieter Coetze, nuotatore sudafricano (Pretoria, n. 2004)
- Pieter van den Hoogenband, ex nuotatore olandese (Maastricht, n. 1978)
- Piet Ooms, nuotatore e pallanuotista olandese (Amsterdam, n. 1884 - Amsterdam, † 1961)
- Pieter van Senus, nuotatore e pallanuotista olandese (Rotterdam, n. 1903 - Rotterdam, † 1968)
- Pieter Timmers, ex nuotatore belga (Neerpelt, n. 1988)

## Pallanuotisti(3)
- Piet Salomons, pallanuotista olandese (Giacarta, n. 1924 - Schiedam, † 1948)
- Piet van der Velden, pallanuotista olandese (Amsterdam, n. 1899 - Amsterdam, † 1975)
- Piet de Zwarte, ex pallanuotista olandese (Renkum, n. 1948)

## Pallavolisti(1)
- Pieter Verhees, pallavolista belga (Lommel, n. 1989)

## Pattinatori di velocità su ghiaccio(1)
- Piet Kleine, ex pattinatore di velocità su ghiaccio olandese (Hollandscheveld, n. 1951)

## Pesisti(1)
- Piet van der Kruk, pesista e sollevatore olandese (Delft, n. 1941 - Delft, † 2020)

## Pistard(2)
- Pieter Bulling, ex pistard neozelandese (Invercargill, n. 1993)
- Peter Schep, ex pistard e ex ciclista su strada olandese (Lopik, n. 1977)

## Poeti(3)
- Pieter Cornelis Boutens, poeta olandese (Middelburg, n. 1870 - L'Aia, † 1943)
- Pieter van Braam, poeta olandese (Vianen, n. 1740 - Dordrecht, † 1817)
- Gian Pietro Lucini, poeta, scrittore e critico letterario italiano (Milano, n. 1867 - Breglia, † 1914)

## Politici(11)
- Pieter Philip van Bosse, politico olandese (Amsterdam, n. 1809 - L'Aia, † 1879)
- Pieter Willem Botha, politico sudafricano (Paul Roux, n. 1916 - Wilderness, † 2006)
- Piet Bukman, politico olandese (Delft, n. 1934 - Voorschoten, † 2022)
- Pieter Cort van der Linden, politico olandese (L'Aia, n. 1846 - L'Aia, † 1935)
- Pieter Sjoerds Gerbrandy, politico olandese (Goënga, n. 1885 - L'Aia, † 1961)
- Pieter de Graeff, politico olandese (Amsterdam, n. 1638 - Amsterdam, † 1707)
- Pieter Mulder, politico sudafricano (Randfontein, n. 1951)
- Pieter Omtzigt, politico olandese (L'Aia, n. 1974)
- Pieter Jelles Troelstra, politico olandese (Leeuwarden, n. 1860 - L'Aia, † 1930)
- Pieter de Carpentier, politico olandese (Anversa, n. 1586 - Amsterdam, † 1659)
- Pieter De Crem, politico belga (Aalter, n. 1962)

## Rugbisti a 15(6)
- Pieter Hendriks, ex rugbista a 15 sudafricano (Douglas, n. 1970)
- Pieter Labuschagné, rugbista a 15 sudafricano (Pretoria, n. 1989)
- Pieter Muller, ex rugbista a 15 e allenatore di rugby a 15 sudafricano (Bloemfontein, n. 1969)
- Pieter Rossouw, ex rugbista a 15 e allenatore di rugby sudafricano (Swellendam, n. 1971)
- Pieter-Steph du Toit, rugbista a 15 sudafricano (Città del Capo, n. 1992)
- Pieter de Villiers, ex rugbista a 15 e allenatore di rugby a 15 francese (Malmesbury, n. 1972)

## Scrittori(2)
- Pieter Aspe, scrittore belga (Bruges, n. 1953 - Bruges, † 2021)
- Pieter Balling, scrittore e traduttore olandese († 1664)

## Scultori(1)
- Pieter Verbruggen il Vecchio, scultore fiammingo (Anversa, n. 1615 - Anversa, † 1686)

## Storici(1)
- Pieter Corneliszoon Hooft, storico, poeta e drammaturgo olandese (Amsterdam, n. 1581 - L'Aia, † 1647)

## Tennisti(1)
- Pieter Aldrich, ex tennista sudafricano (Johannesburg, n. 1965)

## Tipografi(1)
- Pieter Boudewyn van der Aa, tipografo olandese

## Tiratori di fune(2)
- Pieter Hillense, tiratore di fune sudafricano
- Pieter Lombard, tiratore di fune sudafricano

## Vescovi cattolici(1)
- Pieter de Corte, vescovo cattolico belga (Bruges, n. 1491 - Bruges, † 1567)

## Violinisti(1)
- Hubert Ries, violinista e compositore tedesco (Bonn, n. 1802 - Berlino, † 1886)

## Senza attività specificata(2)
- Pieter De Rudder,  belga (Jabbeke, n. 1822 - † 1898)
- Pieter Johannes Sijpesteijn, papirologo olandese (Rotterdam, n. 1934 - Baarn, † 1996)